# Леверова, Елена Васильевна
Еле́на Васи́льевна Ле́верова (род. 14 апреля 1972, Ленинград) — советская и российская самбистка и дзюдоистка. Мастер спорта по дзюдо (1992), мастер спорта международного класса по самбо (1995), призёр чемпионатов России по самбо, призёр чемпионатов СССР и России по дзюдо, призёр чемпионата Европы по самбо.

## Биография
Родилась 14 апреля 1972 года в Ленинграде.
До 1984 года училась в школе № 257, затем — в школе № 377. После окончания школы училась в институте физической культуры имени П. Ф. Лесгафта на кафедре теории и методики борьбы (квалификация — преподаватель физической культуры, тренер по борьбе), окончила в 1995 году. Далее училась в том же институте на факультете повышения квалификации (квалификация — специалист по спортивному и классическому массажу), окончила в 1996 году.

## Спортивная карьера
В 1992 году стала бронзовым призёром чемпионата России по дзюдо в категории до 56 кг, а в следующем году — серебряным призёром чемпионата России.
В 1995 году стала призёром Кубка мира по самбо. В 1999 году завоевала серебряную медаль чемпионата России по самбо в категории до 56 кг. В 2000 году стала серебряным призёром чемпионата Европы (Мадрид) в той же категории.